# Erwerbswirtschaft
Erwerbswirtschaft ist nach Max Weber eine Form des Wirtschaftens, die der Bedarfswirtschaft gegenübersteht und aus der Knappheit der Güter mittels Produktion und Tausch sich am Ziel der Gewinnerzielung orientiert.

## Allgemeines
Die Erzielung von Einkommen erfolgt des Erwerbs wegen; daher die Bezeichnung Erwerbswirtschaft. Je nachdem, wer das Einkommen erzielt, spricht man von selbständiger (Unternehmer, Unternehmerlohn) oder unselbständiger Erwerbswirtschaft (Arbeitnehmer, Arbeitseinkommen). Gesellschaftliche Zusammenschlüsse zum Zwecke der Bedarfsdeckung werden nach Weber Wirtschaftsgemeinschaften genannt. Historische Entwicklungen von der Bedarfs- zur Erwerbswirtschaft (englisch Great Transformation) wird als Entwicklung zum modernen Kapitalismus bezeichnet.

## Wissenschaftliche Entstehung des Begriffs
Auslöser für die Begriffsbestimmung von Max Weber war u. a. Werner Sombarts Werk Genesis des Kapitalismus. Sombart spricht bei seiner Untersuchung von Wirtschaftssystemen in diesem Zusammenhang von dem Erwerbsprinzip im modernen Kapitalismus. Dieses Prinzip folge der Befriedigung eines Triebs nach Profit, der sich ansonsten selbst genüge. Sombart umschrieb 1902 die Etablierung des Erwerbsprinzips mit den Worten: „Wir können uns heute kaum noch vorstellen, welches ungeheure Raffinement dazu gehörte, den Gedanken zu fassen: durch Wirtschaften Geld zu verdienen.“

## Theorien
Theorien zur Funktion der Erwerbswirtschaft finden sich bei Karl Marx, bei den Nationalökonomen und in den klassischen und neoklassischen Wirtschaftstheorien.
Die Haushaltsökonomie unterscheidet je nach zeitlichem Umfang der erwerbswirtschaftlichen Tätigkeit zwischen Haupt-, Neben- und Zuerwerb.